# Archidium brisbanicum
Archidium brisbanicum là một loài rêu trong họ Archidiaceae. Loài này được Broth. mô tả khoa học đầu tiên năm 1893.